# Chinja
Genre
Chinja est un genre d'araignées aranéomorphes de la famille des Zoropsidae.

## Distribution
Les espèces de ce genre sont endémiques de Tanzanie.

## Liste des espèces
Selon World Spider Catalog (version 19.5, 12/09/2018) :
- Chinja chinja Polotow & Griswold, 2018
- Chinja scharffi Polotow & Griswold, 2018

## Publication originale
- Polotow & Griswold, 2018 : Chinja, a new genus of spider from the Eastern Arc Mountains of Tanzania (Araneae, Zoropsidae). Zootaxa, no 4472(3), p. 545-562.